# Präsident Barrada
Präsident Barrada è un film muto del 1920 diretto da Erik Lund e da Joseph Delmont. Quest'ultimo, però, non risulta accreditato.

## Produzione
Il film fu prodotto dalla Bohnen-Film GmbH (Berlin) e dalla Ring-Film GmbH (Berlin).

## Distribuzione
Uscì nelle sale cinematografiche tedesche con il visto di censura del 20 novembre 1920. La prima del film si tenne a Berlino il 6 dicembre di quell'anno.